# TOPPANホール
TOPPANホール（英: TOPPAN HALL）は、東京都文京区水道のTOPPAN小石川本社ビルにあるコンサートホール。また、TOPPANホール株式会社は、TOPPANホールを運営するTOPPANホールディングス傘下の企業。

## 概要
TOPPANホールは凸版印刷創業100周年記念事業の一環として印刷博物館と併設されたTOPPAN小石川本社ビル内にある。主に室内楽の演奏会が中心である。またミュージックバードでは当ホールで収録された番組『TOPPANホール・トライアングル』が毎月1回放送されている。2015年にはサントリー芸術財団が主催するサントリー音楽賞を受賞している。
2025年4月1日付でホール名を「トッパンホール」から「TOPPANホール」、社名を「株式会社トッパンホール」から「TOPPANホール株式会社」に変更。